# Џубга (река)
Џубга (рус. Джугба; адиг. Жьыубгъуэ) мања је река на југу европског дела Руске Федерације. Протиче преко југозападних делова Краснодарске покрајине, односно преко њеног Туапсиншког рејона.
Извире на западним обронцима Великог Кавказа, недалеко од истоименог превоја, а улива се у Црно море у варошици Џубга. Укупна дужина водотока је 21 km, површина басена је око 100 km², док је просечан проток 9,2 m³/s.